# (4828) Misène
(4828) Misène, désignation internationale (4828) Misenus, est un astéroïde troyen jovien.

## Description
(4828) Misène est un astéroïde troyen jovien, camp troyen, c'est-à-dire situé au point de Lagrange L5 du système Soleil-Jupiter. Il présente une orbite caractérisée par un demi-grand axe de 5,169 UA, une excentricité de 0,043 et une inclinaison de 14,9° par rapport à l'écliptique.
Il est nommé en référence au personnage de la mythologie grecque Misène, compagnon d’Hector, acteur du conflit légendaire de la guerre de Troie.

## Compléments